# Mignerette
Mignerette é uma comuna francesa na região administrativa do Centro, no departamento Loiret. Estende-se por uma área de 6,18 km². Em 2010 a comuna tinha 412 habitantes (densidade: 66,7 hab./km²).